# Comuna Pavlivka, Vasîlkivka
Pavlivka (în ucraineană Павлівка) este o comună în raionul Vasîlkivka, regiunea Dnipropetrovsk, Ucraina, formată din satele Avramivka, Cervona Dolîna, Internaționalne, Kaplîstivka, Kobzar, Krîvorizke, Novohrîhorivka, Pavlivka (reședința), Perepeleace, Proletarske, Samarske, Șevcenko, Șev Iakine și Șîroke.

## Demografie
Componența lingvistică a satului Pavlivka
     Ucraineană (96,86%)
     Rusă (2,39%)
     Alte limbi (0,47%)
Conform recensământului din 2001, majoritatea populației satului Pavlivka era vorbitoare de ucraineană (96,86%), existând în minoritate și vorbitori de rusă (2,39%).